# Norman Kretzmann
Norman J. Kretzmann (ur. 4 listopada 1928, zm. 1 sierpnia 1998) – amerykański filozof specjalizujący się w historii filozofii średniowiecznej oraz w filozofii religii. Był profesorem Uniwersytetu Cornella.

## Wybrane publikacje
- The Metaphysics of Theism
- The Metaphysics of Theism: Aquinas's Natural Theology in Summa Contra Gentiles
- Eternity and God's Knowledge